# Långbyxor m/1845

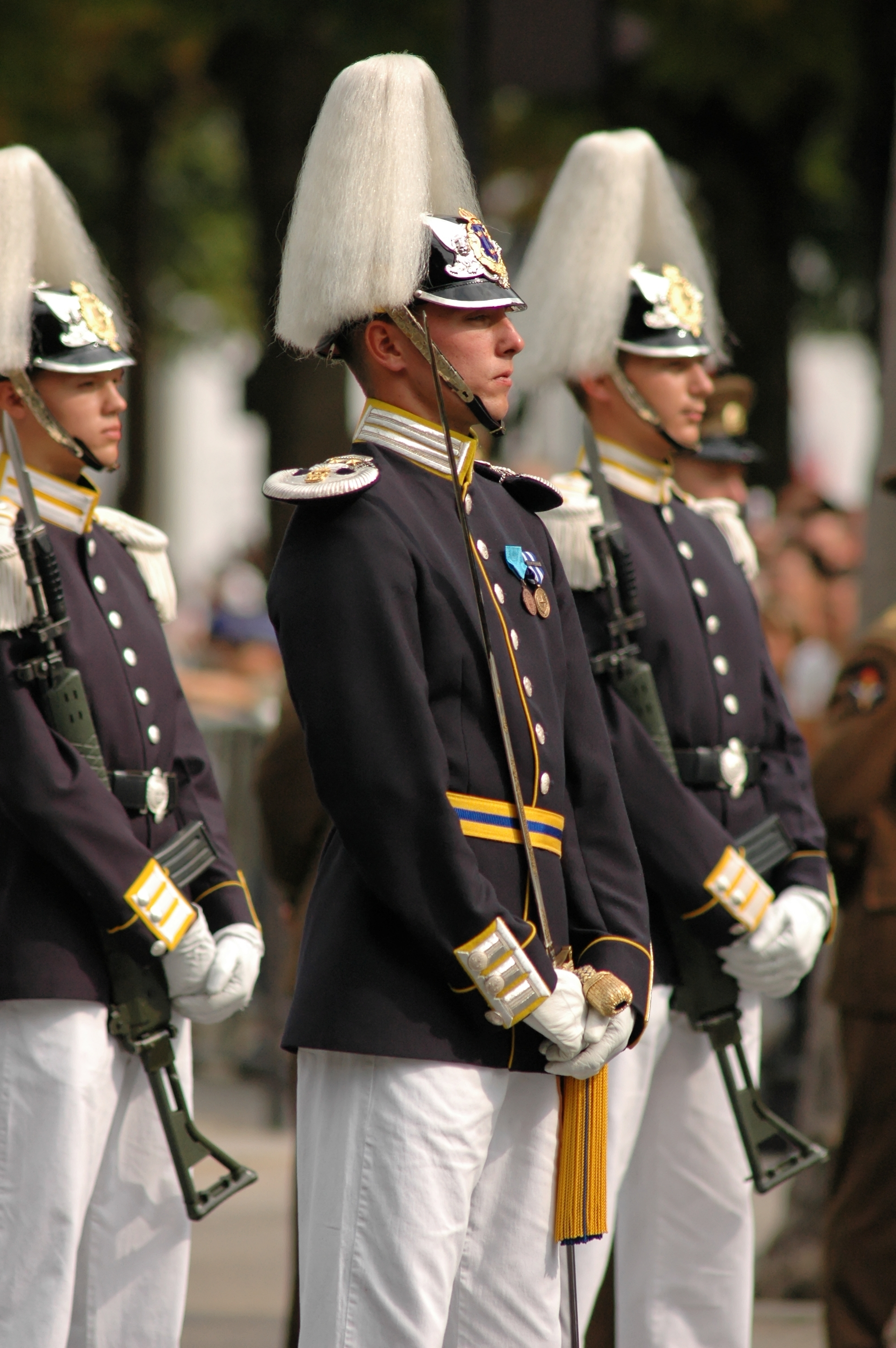
Officer iförd långbyxor m/1845, vapenrock m/1886, kask m/1887 m. plym m/1887 samt skärp m/1817

Långbyxor m/1845 är en långbyxa som används inom Försvarsmakten.

## Utseende
Långbyxorna var  av mörkblått kläde med gul eller röd passpoal i de yttre sömmarna. Långbyxa m/1845 fanns även i vit färg tillverkad i linne- eller bomullstyg för sommarbruk. De vita byxorna hade ej någon passpoal.

## Användning
År 1845 genomförs en omfattande förändring av uniformerna. Hela infanteriet, artilleriet och en stor del av kavalleriet omfattades av detta. Långbyxor m/1845 användes tillsammans med vapenrock m/1845 och kask m/1845 inom infanteriet. Syrtut m/1829-1854 användes även av en stor del av arméns officerare och underofficerare, dock ej kavalleriet.
De vita sommarbyxorna används än idag av Livgardets Livkompani vid högvakten i Stockholm och den militärhistoriska föreningen Svea livgardes musketerarkår.

## Fotogalleri

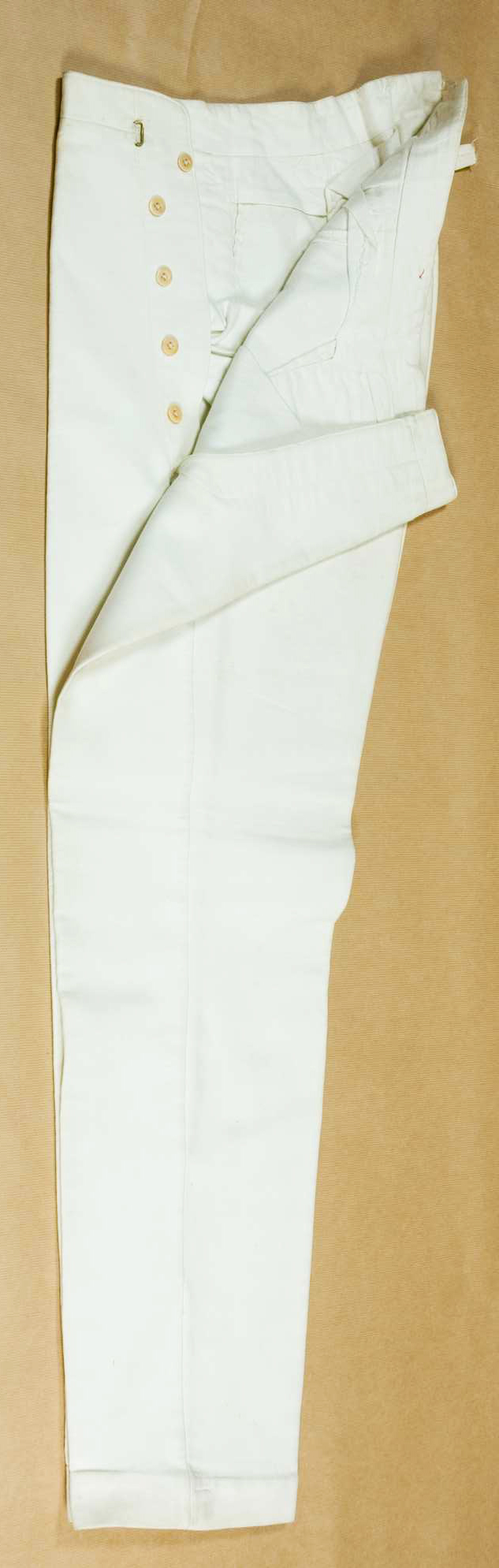
Långbyxor m/1845 för kapten vid Svea livgarde (I 1), den vita sommarmodellen.